# Kookaburra (Rakete)
Die Kookaburra ist eine australische Höhenforschungsrakete, bestehend aus einer Lupus-Startstufe und einer Musca-Zweitstufe, die zwischen 1969/70 und 1975 produziert wurde.
Die Rakete wurde 1970 vorgestellt und ersetzte die HAD-Rakete. Sie wurde 1975 mit dem Einstellen des australischen Höhenforschungsprogrammes außer Dienst genommen. Nach dem Start der Rakete wurde in einer Höhe von etwa 75 Kilometern ein Sensorenpaket ausgestoßen, das durch die Atmosphäre fiel und dabei Daten aufzeichnete.
Die Rakete, benannt nach dem in Australien heimischen Jägerliest, kam in den Versionen Mk1, Mk2 und Mk3 zum Einsatz und wurde zwischen 1969 und 1976 insgesamt 33 Mal gestartet. Startplätze waren Woomera in South Australia und die Insel Gan der Malediven.

## Technische Daten
- Gipfelhöhe: 75 km
- Startmasse: 100 kg
- Durchmesser: 0,12 m
- Länge: 3,40 m